# Rigole de Courpalet
La rigole de Courpalet est une voie d'eau française située dans le département du Loiret dans la région Centre-Val de Loire sur le bassin versant de la Seine. C'est un affluent du canal d'Orléans et un sous-affluent de la Seine.

## Histoire
La rigole de Courpalet est creusée à la fin du XVIIe siècle, simultanément à la construction du canal d'Orléans qu'elle alimente.
Elle est abandonnée au début du XVIIIe siècle. Des travaux dirigés par l'ingénieur Noël de Règemorte en 1726 la remettent en état.
La maison de garde du cours d'eau fut construite au lieu-dit La Gibonnière à Lorris en 1763.

## Géographie
La rigole de Courpalet est situé dans le Loiret et appartient à la circonscription hydrographique Seine-Normandie ainsi qu'à la région hydrographique dite de Seine-aval.
La longueur de son cours est de 32,8 km.
Elle traverse les communes de Montereau, où elle débute au lieu-dit Courpalet. Elle y est alimentée par les étangs de Torcy et du Gué-l'Évêque. Elle rejoint alors Lorris où elle est alimentée par les étangs de Saragosse, de Glatigny et de La Motte. Elle emprunte alors le territoire de la commune de Coudroy puis celui de Vieilles-Maisons-sur-Joudry où l'alimentent les étangs des Bois et d’Orléans avant sa confluence avec le canal d'Orléans, à proximité de l'écluse dite du Point de Partage.

## Description
Quatre ruisseaux se déversent dans la rigole : le Malaise, la Treille, le Pontet et la Motte.
Elle ne possède pas un cours linéaire mais effectue au contraire de nombreux méandres ; la distance à vol d'oiseau entre son origine et sa destination finale est de 12 km alors que sa longueur est proche de 33 km.
Sa largeur oscille entre 2 et 5 mètres tandis que sa pente totale est de 1,12 m équivalent à seulement 4 cm/km.